# Армунджа
Армунджа (італ. Armungia, сард. Armunja, вен. Armungia) — муніципалітет в Італії, у регіоні Сардинія,  провінція Кальярі.
Армунджа розташована на відстані близько 380 км на південний захід від Рима, 45 км на північний схід від Кальярі.
Населення — 488 осіб (2014).
Щорічний фестиваль відбувається domenica del mese di травня. Покровитель — Maria Immacolata.

## Демографія
Населення за роками:

Станом на 1 січня 2023 року в муніципалітеті офіційно проживали 3 іноземці з 2 країн, серед них 2 громадяни країн Євросоюзу.

## Сусідні муніципалітети
- Баллао
- Сан-Ніколо-Джерреі
- Віллапутцу
- Віллазальто